# Tempe Challenger
Il Tempe Challenger è stato un torneo professionistico maschile di tennis giocato su campi in cemento. Faceva parte dell'ATP Challenger Tour e si è giocata la sola edizione del febbraio 2017 al Whiteman Tennis Center della Arizona State University a Tempe, negli Stati Uniti.
Il torneo faceva parte anche dell'USTA Men’s Pro Circuit Event, il circuito maschile professionistico organizzato dall'Associazione tennistica statunitense (USTA), e aveva un montepremi di 75.000 dollari.

## Albo d'oro

### Singolare
| Anno | Campione        | Finalista        | Punteggio     |
| ---- | --------------- | ---------------- | ------------- |
| 2017 | Tennys Sandgren | Nikola Milojević | 4–6, 6–0, 6–3 |

### Doppio
| Anno | Campioni                     | Finalisti                                | Punteggio         |
| ---- | ---------------------------- | ---------------------------------------- | ----------------- |
| 2017 | Walter Trusendi Matteo Viola | Marcelo Arévalo José Hernández-Fernández | 5–7, 6–2, [12–10] |